# Antonio Thachuparambil
Antonio Thachuparambil (8 de diciembre de 1894 - 9 de junio de 1963), conocido popularmente como el Misionero de Chelakkara, fue un sacerdote católico sirio-malabar y reformador social indio. Fue declarado Siervo de Dios por la Iglesia Católica en 2009.

## Primeros años
Nació en Kottat, un pueblo suburbano de Chalakudy, Kerala, hijo de Poulose y Rosa. Cursó sus primeros estudios en la escuela secundaria pública de Chalakudy y sus estudios universitarios en el St. Joseph's College de Tiruchirappalli. Continuó su formación pastoral en el Seminario Mayor Mary Matha de Thrissur y fue ordenado sacerdote el 22 de diciembre de 1924.

## Carrera social
Thachuparambil comenzó su carrera en 1928 como el primer capellán de Chelakkara, una zona forestal atrasada en el distrito de Thrissur. Allí trabajó con los pobres y construyó la iglesia St. Mary's Forane, una escuela para niñas (Little Flower Girls High School), un hogar para niños indigentes que más tarde fue rebautizado como Fr. Antony Balabhavan  un convento para monjas, Little Flower Convent y una clínica de salud que más tarde se convirtió en el Hospital de la Misión Jeevodaya.

## Beatificación
Se dice que a Thachuparambil se le atribuyen varios milagros que la Iglesia Católica está considerando y verificando. Sus contribuciones al desarrollo integral de Chelakkara, al parecer independientemente de su casta, credo o color, fueron considerados al decidir sobre el inicio de su proceso de beatificación. Paul Pulikkan fue nombrado postulador y Antonio Thachuparambil fue declarado Siervo de Dios el 9 de diciembre de 2009. En diciembre de 2020, el tribunal diocesano completó los trámites y preparó un documento de 8090 páginas que detalla la vida y obra del sacerdote, para su presentación a la Santa Sede.

## En los medios de comunicación
Shalom Television emitió un documental sobre la vida de Thachuparambil como un episodio de su serie, Saints Town en 2015.